# Gerhard-Jüttner-Stadion
Das Gerhard-Jüttner-Stadion war ein Fußball- und Leichtathletikstadion in Marl im Kreis Recklinghausen. 

## Lage und Ausstattung
Das Stadion lag im Marler Stadtteil Drewer neben der Harkortschule. Das Gerhard-Jüttner-Stadion hatte eine Kapazität von 8.050 Zuschauern. Auf der Haupttribüne befanden sich 50 Sitzplätze. Die Spielfläche aus Naturrasen war von einer Aschenbahn umgeben. Namensgeber des Stadions war Gerhard Jüttner. Der Direktor der Zeche Auguste Victoria war 1953 bei einem Grubenunfall ums Leben gekommen.

## Geschichte
Nachdem der VfL Drewer seinen Platz an der Lasallestraße aufgeben musste, erhielt der Verein am 14. März 1950 die Genehmigung zum Bau eines neuen Stadions. Im Juli 1951 wurde die neue Spielstätte unter dem Namen Harkortstadion eröffnet. Zunächst verfügte das Stadion nicht über befestigte Zuschauerränge und auch die Spielfläche für Fußball war zu klein. Diese Fehler wurden im Jahre 1958 sowie zwischen 1960 und 1962 behoben. Hauptnutzer des Stadions war der VfL Drewer, der Zeit seiner Existenz nicht über die Landesliga hinauskam.
Zwischen 1962 und 1964 wurde das Marler Jahnstadion umgebaut. In dieser Zeit wich der TSV Marl-Hüls ins Gerhard-Jüttner-Stadion aus. In der Saison 1962/63 belegte der TSV in der seinerzeit erstklassigen Oberliga West den letzten Platz, konnte aber im Schnitt 6.000 Zuschauer im Gerhard-Jüttner-Stadion begrüßen. In der folgenden Saison 1963/64 trat der TSV Marl-Hüls in der zweitklassigen Regionalliga West an und wurde Vierter. Anschließend kehrte der Verein ins renovierte Jahnstadion zurück. Der VfL Drewer fusionierte am 1. Juli 2011 mit der SpVg Marl und der SG Marl zum FC Marl. Das Gerhard-Jüttner-Stadion wurde danach geschlossen und verwildert zurzeit.
Auf der 21. Sitzung des Ausschusses für Schule und Sport der Stadt Marl am 21. Juni 2017 wurde beschlossen, dass der bisher im nahegelegenen Jahnstadion ansässige Baseballverein Marl Sly Dogs zum 1. September 2018 ins Gerhard-Jüttner-Stadion umzieht, da das Jahnstadion abgerissen werden soll. Am 29. Juni 2017 votierte auch der Stadtplanungsausschuss für das Vorhaben, am 4. Juli 2017 folgte der Haupt- und Finanzausschuss. Am 6. Juli 2017 stimmte als letztes auch der Rat der Stadt Marl diesen Plänen zu. Das Gerhard-Jüttner-Stadion soll umfassend renoviert und in ein Baseballstadion, geplant sind 2 getrennte Plätze für Junioren/Erwachsene sowie für Schüler, umgewandelt werden.